# Oxyrrhynchium
Oxyrrhynchium là một chi rêu trong họ Brachytheciaceae.